# 프랑수아 모리아크
프랑수아 모리아크(François Mauriac, 1885년 10월 11일 ~ 1970년 9월 1일)는 프랑스의 소설가이다.
보르도의 부유한 지주 집안에서 태어나 독실한 가톨릭 신자인 모친의 영향을 받아 일찍이 가톨릭에 대한 신앙을 지녔다. 보르도 대학에서 수학한 후에 파리에 나와서 한때 국립고문서학교에 적을 두었으나 문학활동에 전념하게 되었다. 최초 시집 <합장(合掌)>(1909)을 발표하여 바레스에게 인정을 받았으며 소설의 제1작 <쇠사슬에 묶인 아이>(1913)부터는 계속 문제작을 발표하여 문단에서 확고한 지위를 차지했다. 주요한 소설로서 <문둥이에게 키스>(1922), <불의 강>(1923), <사랑의 사막>(1925), <테레스 데케이루>, <독사의 알력>(1932), <검은 천사>(1936), <바리새 여인(La Pharisienne)>(1941)을 들 수 있다. 그의 소설은 대개 고향의 풍토와 기후를 배경으로 하고 폐쇄적이고 속악(俗惡)한 지주 집을 무대로 전개된다. 잃어버린 청춘에의 갈망, 영육(靈肉)의 격렬한 상극을 테마로 하여, 회상형식의 교묘한 기법(技法)이 일관하여 추구되고 신의 은총을 받지 못하는 사람들과 신앙없는 세계의 비참함이 선명하게 부각되어 있다. 이외에 평전(評傳)·소설론·에세이·일기·극작에도 우수한 작품이 많이 있다. 제2차 세계 대전 중에는 저항운동에 참가하였으며, 전후에는 정치·사회평론 활동이 현저하다. 1933년 아카데미 프랑세즈 회원이 되었고, 1952년에 노벨 문학상을 받았다.

## 같이 보기
- 조르주 베르나노스
- 쥘리앵 그린